# Lagavulin (Ort)
Lagavulin, schottisch-gälisch: Lag a’ Mhuilinn („die Mulde der Mühle“, also „Mulde, in der die Mühle steht“) ist eine kleine Streusiedlung auf der schottischen Hebrideninsel Islay. Sie befindet sich etwa drei Kilometer östlich des Fährhafens Port Ellen und 16 km südöstlich der Inselhauptstadt Bowmore an der Bucht Lagavulin Bay an der Südostküste der Insel.
Lagavulin selbst besteht nur aus wenigen Häusern. Im Jahre 1861 wurden in Lagavulin noch 77 Personen gezählt, die sich auf 17 Familien aufteilten. Hiervon waren 75 Personen auf Islay geboren und zwei Männer waren englischer Abstammung. Seit 1816 ist in Lagavulin die heute zu Diageo gehörende Whiskybrennerei Lagavulin ansässig, welche den Namen der zu Port Ellen gehörigen Siedlung weltweit bekannt machte.